# Crack (album)
Crack è il dodicesimo album in studio del rapper statunitense Z-Ro, pubblicato nel 2008.

## Tracce
1. Crack (Intro) – 2:59
2. Baby Girl – 4:08
3. Here We Go (featuring Mike D) – 4:36
4. Call My Phone (featuring Slim Thug) – 4:51
5. If That's How You Feel (featuring Lil' Keke) – 4:34
6. Lonely – 3:54
7. Made – 4:40
8. The Mo City Don – 4:02
9. Top Notch (featuring Pimp C) – 3:55
10. Rollin – 4:33 – Z-Ro
11. Tired (featuring Mýa) – 4:14
12. You – 4:16 – Z-Ro
13. Eyes on Paper (featuring Paul Wall) – 4:48
14. 25 Lighters – 9:21
15. Paid My Dues – 4:08